# 三潴郡
- 令制国一覧 > 西海道 > 筑後国 > 三潴郡
- 日本 > 九州地方 > 福岡県 > 三潴郡

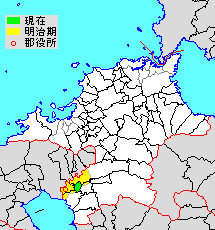
福岡県三潴郡の位置（緑：大木町）

三潴郡（みずまぐん・みづまぐん）は、福岡県（筑後国）の郡。
人口13,368人、面積18.44km²、人口密度725人/km²。（2025年2月1日、推計人口）
以下の1町を含む。
- 大木町（おおきまち）

## 郡域
1878年（明治11年）に行政区画として発足した当時の郡域は、上記1町のほか、下記の区域にあたる。
- 久留米市の一部（概ね安武町武島、津福本町、津福今町、荒木町白口、荒木町荒木より南西[注釈 1][注釈 2]）
- 大川市の全域
- 柳川市の一部（高島、立石、矢加部、東蒲池、西蒲池、西浜武、古賀、南浜武、昭南町より北西）
- 筑後市の一部（西牟田）

## 歴史

### 主な出来事
- 1874年（明治7年）8月27日（または8月19日） - 暴風雨と高潮により家屋や田畑などに大きな被害。三潴県内では圧死者391人、溺死者367人、家屋全壊（倒家）1万8902戸、家屋半壊（半倒）4429戸、流出283戸[1][2][3][4][注釈 3]。
- 1935年（昭和10年）6月30日 - 集中豪雨により筑後川の堤防が決壊。三潴郡と三井郡と合わせて約1万2000戸が浸水。罹災者約60000人[5]。

### 近世以降の沿革
- 「旧高旧領取調帳」に記載されている明治初年時点での支配は以下の通り。（5町159村）

| 知行 | 知行         | 村数      | 村名 |
| ---- | ------------ | --------- | --- |
| 藩領 | 筑後久留米藩 | 4町 134村 | 久留米城下（両替町、呉服町、片原町、米屋町、鍛冶屋町、細工町、田町、庄島小路、原古賀町、小頭町、京隈、洗切、築島町、今町、築島新町、魚屋町、瀬ノ下町）、夜明村、長門石村、大石村、安武本村、小島村、大島村、安武古町、住吉村、中島村、宮本村、上野村、藤吉村、高三潴村、おどろ津村、黒田村、草場村、原田村、掛赤村、大隈村、白口村、大犬塚村、岩古賀村、小犬塚村、下小犬塚村、早津崎村、西久留米村、生津村、下荒木村、田川村、黒土村、上荒木村、津福村、今村、庄島村、京隈村、津福今村、福光村、大角村、大角町、福間村、前牟田村、土甲呂村、壱町原村、北清松村、南清松村、北横溝村、南横溝村、北牟田村、西古賀村、久保村、大坪村、西牟田本村、西牟田町、寛元寺村、鷲寺村、流村、笹淵村、口分田村、野中村、富安村、城島村、高津村、原中牟田村、六町原村、大依村、四郎丸村、下青木村、西青木村、上青木村、芦塚村、下田村、楢林村、江島村、浮島村、浜村、内野村、青木島村、北酒見村、鐘ヶ江村、商人村、上巻村、南酒見村、北中牟田村、郷原村、江上古町、諸富村、下八院村、上白垣村、下白垣村、中古賀村、榎津町、江上本村、江上上村、江上下村、下林村、中八院村、本木室村、北古賀村、道海島村、上向島村、下向島村、大坂井村、小坂井村、中木室村、東田口村、西田口村、兼木村、絵下古賀村、下牟田口村、上牟田口村、荻島村、八町牟田村、鬼古賀村、下木佐木村、上木佐木村、上八院村、田中村、大薮村、小入村、中村、野口村、定覚村、中野村、侍島村、蒲生村、吉祥村、蛭池村、奥牟田村、筏溝村、南中牟田村、井手村、金納村、高橋村、荒牟田村、本園村、立石村、矢加部村 |
| 藩領 | 筑後柳河藩   | 1町 25村  | 西浜武村、南浜武村、吉原村、古賀村、田脇村、七ツ家村、久々原村、南間村、北間村、小保村、小保町、津村、南一木村、北一木村、新田村、紅粉屋村、北大野島村、南大野島村、網干村、九反村、幡保村、東蒲池村、西蒲池村、西蒲池北分、南金納村、北金納村 |

- 明治4年
  - 7月14日（1871年8月29日） - 廃藩置県により、久留米県、柳河県の管轄となる。
  - 11月14日（1871年12月25日） - 第1次府県統合により、全域が三潴県の管轄となる。
- 明治6年（1873年）
  - 6月12日 - 久留米城下の町名の改正が行われる。[6]

- 京町 ← 京隈
- 洗町 ← 洗切
- 庄島町 ←  庄島小路

- 明治9年（1876年） - 三潴県により以下の町村の統合が行われ、一部城下町の改名が実施される。（3町112村）

- 苧扱川町 ← 原古賀町(旧)
- 原古賀町(新) ← 大隈村原古賀名
- 裏町 ← 大隈村裏町名
- 梅満村 ← 掛赤村、大隈村［裏町名・原古賀名を除く］
- 武島村 ← 小島村、大島村、
- 中津村 ← 中島村、おどろ津村
- 玉満村 ← 大犬塚村、小犬塚村、下小犬塚村
- 生岩村 ← 岩古賀村、生津村
- 荒木村 ← 黒土村、上荒木村
- 白山村 ← 庄島村、京隈村
- 福土村 ← 福間村、土甲呂村
- 清松村 ← 北清松村、南清松村
- 横溝村 ← 北横溝村、南横溝村
- 西牟田村 ← 北牟田村、西古賀村、久保村、大坪村、西牟田本村、西牟田町、寛元寺村、鷲寺村、流村、口分田村、野中村、富安村

- 楢津村 ← 高津村、楢林村
- 酒見村 ← 北酒見村、南酒見村
- 江上村 ← 江上古町、江上下村
- 向島村 ← 上向島村、下向島村
- 坂井村 ← 大坂井村、小坂井村
- 三丸村 ← 東田口村、西田口村、兼木村
- 三八松村 ← 中村、野口村、中野村、吉祥村、荒牟田村
- 高島村 ← 南中牟田村、井手村
- 間村 ← 南間村、北間村
- 一木村 ← 南一木村、北一木村
- 大野島村 ← 北大野島村、南大野島村
- 九網村 ← 網干村、九反村

- 安武古町が住吉村に、上野村が宮本村に、大隈村の残部（裏町名・原古賀名）が久留米城下に、大角町が大角村に、田中村・小入村が大薮村に、定覚村が立石村に、本園村が蒲生村に、小保村が小保町に、西蒲池北分・南金納村が西蒲池村に、北金納村が東蒲池村にそれぞれ合併。
- 8月21日 - 第2次府県統合により福岡県の管轄となる。

- 明治11年（1878年）11月1日 - 郡区町村編制法の福岡県での施行により、行政区画としての三潴郡が発足。郡役所が榎津村に設置。それにともない久留米城下の19町（両替町、片原町、米屋町、鍛冶屋町、細工町、田町、呉服町、魚屋町、京町、洗町、瀬ノ下町、今町、築島町、築島新町、庄島町、苧扱川町、裏町、原古賀町、小頭町）と西久留米村・白山村・大石村・長門石村・梅満村の5村の所属郡が御井郡に変更。（2町112村）
- 明治21年（1888年） - 商人村・北中牟田村が合併して大橋村となる。（2町111村）

### 町村制以降の沿革

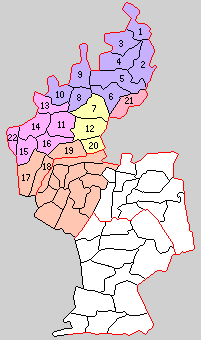
1.鳥飼村 2.荒木村 3.安武村 4.大善寺村 5.三潴村 6.犬塚村 7.大溝村 8.江上村 9.城島村 10.青木村 11.木室村 12.木佐木村 13.三叉村 14.大川町 15.川口村 16.田口村 17.久間田村 18.浜武村 19.蒲池村 20.大莞村 21.西牟田村 22.大野島村（紫：久留米市 橙：柳川市 赤：筑後市 桃：大川市 黄:大木町）

- 明治22年（1889年）4月1日 - 町村制の施行により、以下の各村が発足。（1町21村）
  - 鳥飼村 ← 津福村、津福今村、白口村［字野田］、御井郡大石村、白山村［縄手通筋を除く］、梅満村、長門石村（現・久留米市）
  - 荒木村 ← 荒木村、下荒木村、白口村［字野田を除く］、今村（現・久留米市）
  - 安武村 ← 安武本村、武島村、住吉村（現・久留米市）
  - 大善寺村 ← 宮本村、中津村、夜明村、藤吉村、黒田村（現・久留米市）
  - 三潴村 ← 高三潴村、田川村、早津崎村、草場村、原田村（現・久留米市）
  - 犬塚村 ← 玉満村、生岩村、福光村、壱町原村、清松村（現・久留米市）
  - 大溝村 ← 福土村、大角村、前牟田村、横溝村、笹淵村、上白垣村［一部］（現・大木町）
  - 江上村 ← 江上本村、江上上村、原中牟田村、江上村（現・久留米市）
  - 城島村 ← 城島村、内野村、浜村、下田村、芦塚村、大依村、六町原村、楢津村（現・久留米市）
  - 青木村 ← 青木島村、江島村、四郎丸村、上青木村、下青木村［下記8字を除く］、西青木村［字沖田を除く］、浮島村、鐘ヶ江村［字溝越の内］（現・久留米市）
  - 木室村 ← 中木室村、下木佐木村、下牟田口村、荻島村、大橋村、本木室村、中八院村、上白垣村［大部分］、下白垣村、下八院村（現・大川市）
  - 木佐木村 ← 侍島村、八町牟田村、絵下古賀村、上木佐木村、上牟田口村、上八院村、蛭池村（現・大木町）
  - 三又村 ← 中古賀村、鐘ヶ江村［字溝越の内を除く］、道海島村、下林村、酒見村［字袋野］、下青木村［字沖田・佐ノ口・北境・南境・青木分・六反田・吉竹・知字］、西青木村［字沖田］、諸富村（現・大川市）
  - 大川町 ← 榎津町、小保町、向島村、酒見村［字袋野を除く］（現・大川市）
  - 川口村 ← 一木村、津村、九網村、新田村、紅粉屋村（現・大川市）
  - 田口村 ← 三丸村、坂井村、上巻村、鬼古賀村、北古賀村、幡保村、郷原村（現・大川市）
  - 久間田村 ← 間村、七ツ家村、田脇村、久々原村（現・柳川市）
  - 浜武村 ← 西浜武村、古賀村、南浜武村、吉原村（現・柳川市）
  - 蒲池村 ← 蒲生村、立石村、高島村、金納村、矢加部村、東蒲池村、西蒲池村（現・柳川市）
  - 大莞村 ← 大薮村、高橋村、奥牟田村、三八松村、筏溝村（現・大木町）
  - 西牟田村（単独村制。現・筑後市）
  - 大野島村（単独村制。現・大川市）
  - 明治11年の段階で御井郡所属となっていた西久留米村、白山村、大石村、梅満村、長門石村の5村の内、白山村の一部（縄手通筋）、久留米村の一部（小頭町字片原添）が久留米市の一部となり、西久留米村の残部（小頭町字片原添を除く）が御井郡国分村の一部となり、白山村の残部と大石村、梅満村、長門石村は鳥飼村の一部として三潴郡に復帰する。
- 明治29年（1896年）7月1日 - 郡制を施行。
- 明治33年（1900年）5月31日 - 城島村が町制施行して城島町となる。（2町20村）
- 大正6年（1917年）10月1日 - 鳥飼村が久留米市に編入。（2町19村）
- 大正12年（1923年）4月1日 - 郡会が廃止。郡役所は存続。
- 大正15年（1926年）7月1日 - 郡役所が廃止。以降は地域区分名称となる。
- 昭和12年（1937年）1月1日 - 久間田村・浜武村が合併して昭代村が発足。（2町18村）
- 昭和14年（1939年）2月11日 - 大善寺村が町制施行して大善寺町となる。（3町17村）
- 昭和24年（1949年）9月1日 - 荒木村が町制施行して荒木町となる。（4町16村）
- 昭和28年（1953年）4月1日 - 西牟田村が町制施行して西牟田町となる。（5町15村）
- 昭和29年（1954年）4月1日 - 大川町・三又村・川口村・大野島村・田口村・木室村が合併して大川市が発足し、郡より離脱。（4町10村）
- 昭和30年（1955年）
  - 1月1日（5町4村）
    - 大溝村・木佐木村・大莞村が合併して大木町が発足。
    - 昭代村・蒲池村が柳川市に編入。
    - 荒木町・安武村が合併して筑邦町が発足。

  - 2月1日 - 江上村・青木村・城島町が合併し、改めて城島町が発足。（5町2村）
  - 3月10日 - 西牟田町が筑後市に編入。（4町2村）
  - 7月20日 - 犬塚村・三潴村が合併して三潴町が発足。（5町）
  - 12月1日 - 筑邦町が八女郡下広川村の一部（藤田の一部）を編入。
- 昭和31年（1956年）9月30日 - 大善寺町が筑邦町に編入。（4町）
- 昭和32年（1957年）11月1日 - 三瀦町が筑後市大字西牟田の一部を編入。
- 昭和42年（1967年）2月1日 - 筑邦町が久留米市に編入。（3町）
- 平成17年（2005年）2月5日 - 城島町・三潴町が久留米市に編入。（1町）

### 変遷表
| 明治22年以前 | 明治22年4月1日 | 明治22年 - 昭和19年           | 昭和20年 - 昭和29年          | 昭和30年 - 昭和64年          | 昭和30年 - 昭和64年                | 平成1年 - 現在                | 現在     |
| ------------ | -------------- | ----------------------------- | ---------------------------- | ---------------------------- | ---------------------------------- | ----------------------------- | -------- |
|              | 大川町         | 大川町                        | 昭和29年4月1日 大川市        | 大川市                       | 大川市                             | 大川市                        | 大川市   |
|              | 木室村         | 木室村                        | 昭和29年4月1日 大川市        | 大川市                       | 大川市                             | 大川市                        | 大川市   |
|              | 三又村         | 三又村                        | 昭和29年4月1日 大川市        | 大川市                       | 大川市                             | 大川市                        | 大川市   |
|              | 川口村         | 川口村                        | 昭和29年4月1日 大川市        | 大川市                       | 大川市                             | 大川市                        | 大川市   |
|              | 田口村         | 田口村                        | 昭和29年4月1日 大川市        | 大川市                       | 大川市                             | 大川市                        | 大川市   |
|              | 大野島村       | 大野島村                      | 昭和29年4月1日 大川市        | 大川市                       | 大川市                             | 大川市                        | 大川市   |
|              | 大溝村         | 大溝村                        | 大溝村                       | 昭和30年1月1日 大木町        | 昭和30年1月1日 大木町              | 大木町                        | 大木町   |
|              | 大莞村         | 大莞村                        | 大莞村                       | 昭和30年1月1日 大木町        | 昭和30年1月1日 大木町              | 大木町                        | 大木町   |
|              | 木佐木村       | 木佐木村                      | 木佐木村                     | 昭和30年1月1日 大木町        | 昭和30年1月1日 大木町              | 大木町                        | 大木町   |
|              | 久間田村       | 昭和12年1月1日 昭代村         | 昭代村                       | 昭和30年1月1日 柳川市に編入  | 昭和30年1月1日 柳川市に編入        | 平成17年3月21日 柳川市の一部  | 柳川市   |
|              | 浜武村         | 昭和12年1月1日 昭代村         | 昭代村                       | 昭和30年1月1日 柳川市に編入  | 昭和30年1月1日 柳川市に編入        | 平成17年3月21日 柳川市の一部  | 柳川市   |
|              | 蒲池村         | 蒲池村                        | 蒲池村                       | 昭和30年1月1日 柳川市に編入  | 昭和30年1月1日 柳川市に編入        | 平成17年3月21日 柳川市の一部  | 柳川市   |
|              | 鳥飼村         | 大正6年10月1日 久留米市に編入 |                              |                              |                                    |                               | 久留米市 |
|              | 荒木村         | 荒木村                        | 昭和24年9月1日 町制 荒木町   | 昭和30年1月1日 筑邦町        | 昭和42年2月1日 久留米市に編入      |                               | 久留米市 |
|              | 安武村         | 安武村                        | 安武村                       | 昭和30年1月1日 筑邦町        | 昭和42年2月1日 久留米市に編入      |                               | 久留米市 |
|              | 大善寺村       | 昭和14年2月11日 町制          | 大善寺町                     | 昭和31年9月30日 筑邦町に編入 | 昭和42年2月1日 久留米市に編入      |                               | 久留米市 |
|              | 城島村         | 明治33年5月31日 町制          | 城島町                       | 昭和30年2月1日 城島町        | 昭和30年2月1日 城島町              | 平成17年2月5日 久留米市に編入 | 久留米市 |
|              | 江上村         | 江上村                        | 江上村                       | 昭和30年2月1日 城島町        | 昭和30年2月1日 城島町              | 平成17年2月5日 久留米市に編入 | 久留米市 |
|              | 青木村         | 青木村                        | 青木村                       | 昭和30年2月1日 城島町        | 昭和30年2月1日 城島町              | 平成17年2月5日 久留米市に編入 | 久留米市 |
|              | 三潴村         | 三潴村                        | 三潴村                       | 昭和30年7月20日 三潴町       | 昭和30年7月20日 三潴町             | 平成17年2月5日 久留米市に編入 | 久留米市 |
|              | 犬塚村         | 犬塚村                        | 犬塚村                       | 昭和30年7月20日 三潴町       | 昭和30年7月20日 三潴町             | 平成17年2月5日 久留米市に編入 | 久留米市 |
|              | 西牟田村       | 西牟田村                      | 昭和28年4月1日 町制 西牟田町 | 昭和30年3月10日 筑後市に編入 | 昭和32年11月1日 一部を三潴町に編入 | 平成17年2月5日 久留米市に編入 | 久留米市 |
|              | 西牟田村       | 西牟田村                      | 昭和28年4月1日 町制 西牟田町 | 昭和30年3月10日 筑後市に編入 | 筑後市                             | 筑後市                        | 筑後市   |

## 行政
歴代郡長
| 代 | 氏名 | 就任年月日                | 退任年月日                | 備考                   |
| -- | ---- | ------------------------- | ------------------------- | ---------------------- |
| 1  |      | 明治11年（1878年）11月1日 |                           |                        |
|    |      |                           | 大正15年（1926年）6月30日 | 郡役所廃止により、廃官 |